# Laigné-en-Belin
Laigné-en-Belin är en kommun i departementet Sarthe i regionen Pays de la Loire i nordvästra Frankrike. Kommunen ligger i kantonen Écommoy som tillhör arrondissementet Le Mans. År 2022 hade Laigné-en-Belin 2 269 invånare.

## Befolkningsutveckling
Antalet invånare i kommunen Laigné-en-Belin
| Referens: INSEE |